# Kond

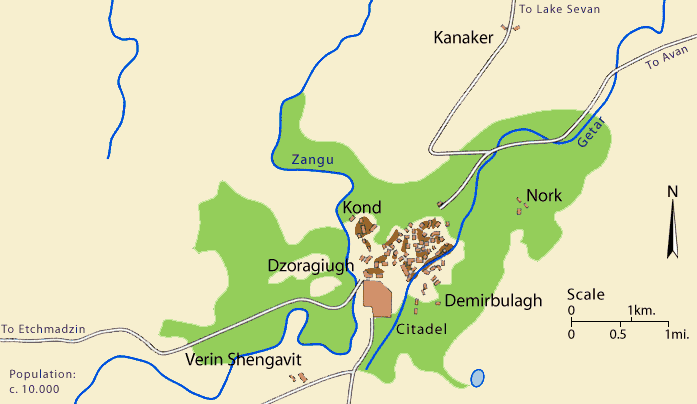
Karta över Jerevan på 1700-talet

Kond (armeniska: Կոնդ, med betydelsen "lång kulle" på armeniska, under persiskt välde Tapabashi) är en av de äldsta bostadsområdena i Jerevan. Det ligger idag i utkanten av distriktet Kentron, med floden Hrazdan som gräns i väster.
Kond är en av Jerevans tre ursprungliga delar (mahlas på farsi) från 1600-talet. De andra var Shahar ("Gamla stan") och Demir-Bulagh (Karahank). Kond och Shahar var områden dit främst den inhemska, armeniska befolkningen sökte sig under det persiska styret, och armenierna kom att bli i majoritet i Kond. Styrande där var medlemmar av adelsfamiljen Geghamian.

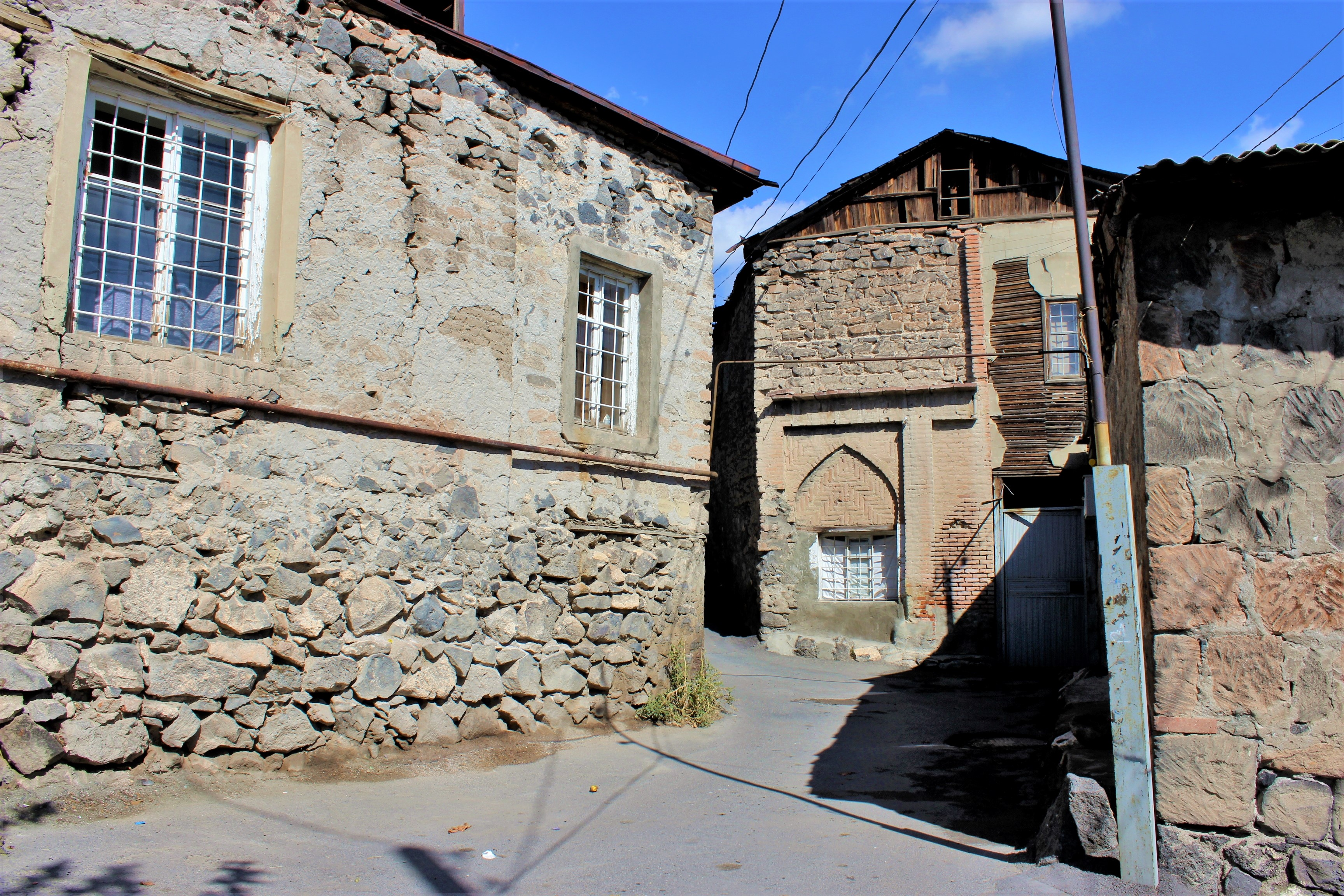
Gamla hus i centrum av Kond

Många av husen har inte förändrat sig mycket från tidigare århundraden. Thapha Bashimoskén byggdes sannolikt 1687 under safaviderdynastin. Idag står främst de 1,5 meter tjocka ytterväggarna och delar av taket till dessa kvar. Huvudkupolen föll in på 1960-talet, men en mindre dom finns kvar.
Den ursprungliga Johannes Döparens kyrka byggdes under 1400-talet i norra delen av Kond. Den skadades under 1679 års jordbävning i Armenien och återuppbyggdes 1710 av Melik Aghamaljan för att tjäna som hans familjs privata kapell.

## Bildgalleri

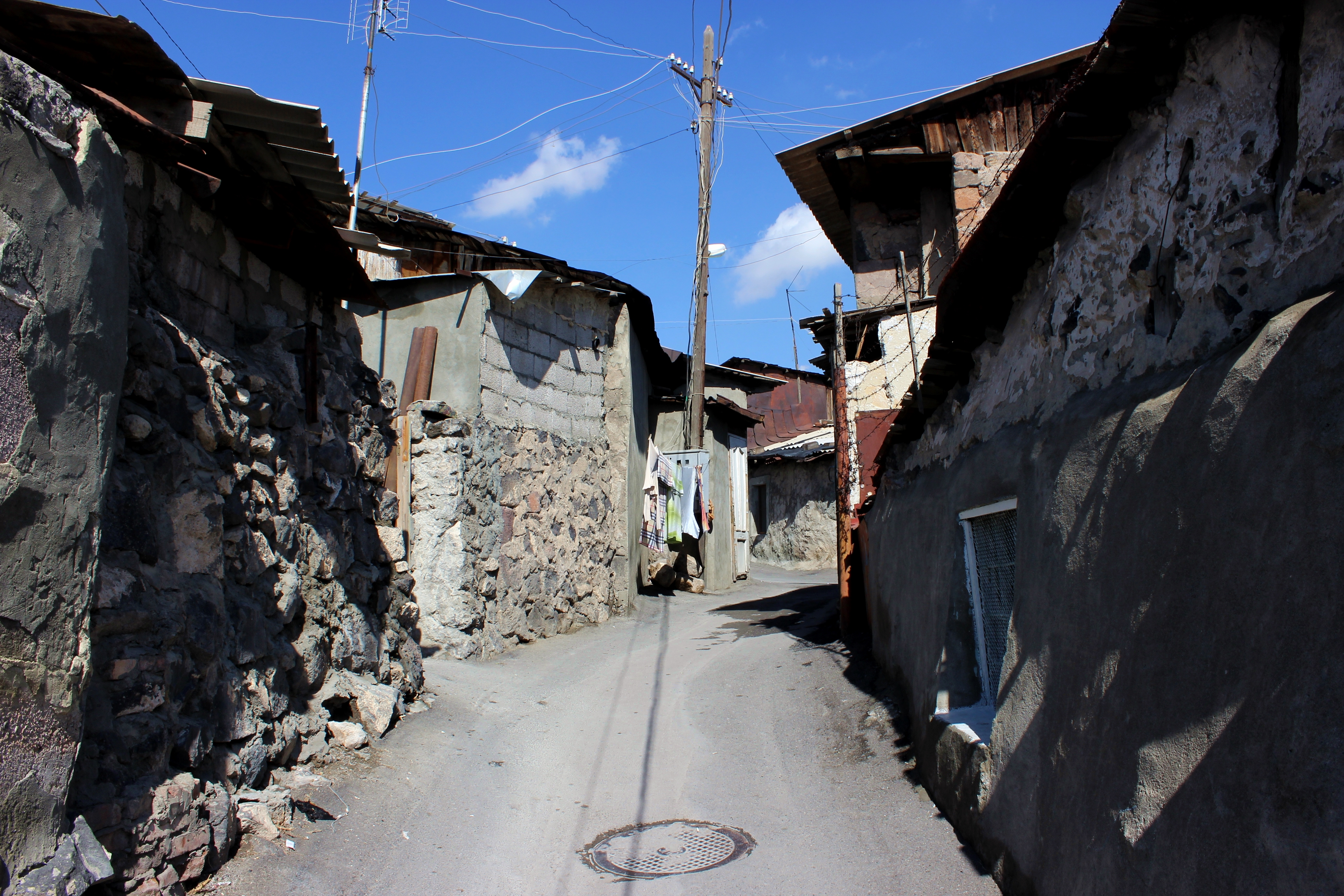
Vindlande gator i Kond
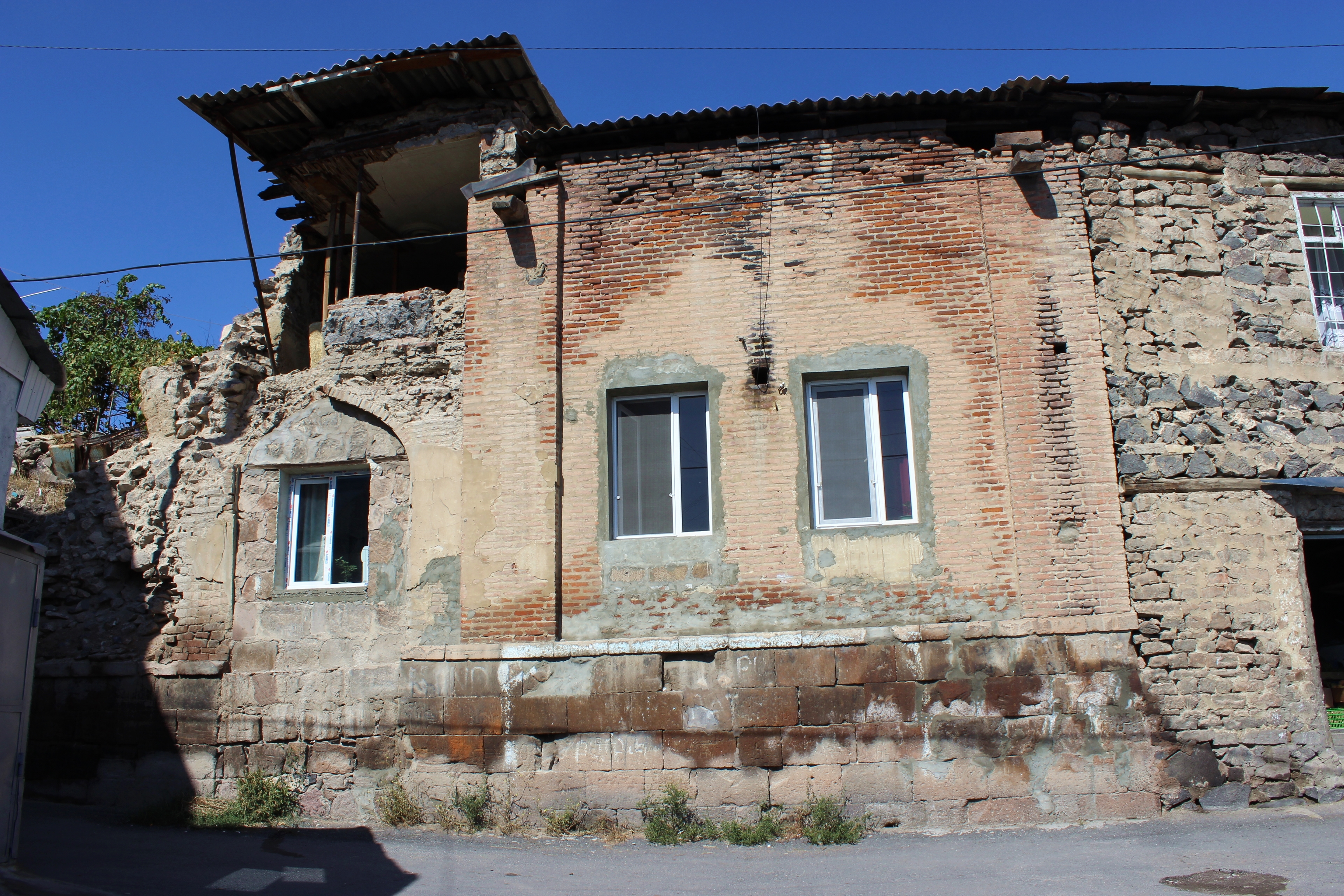
Byggnad i Konds centrum
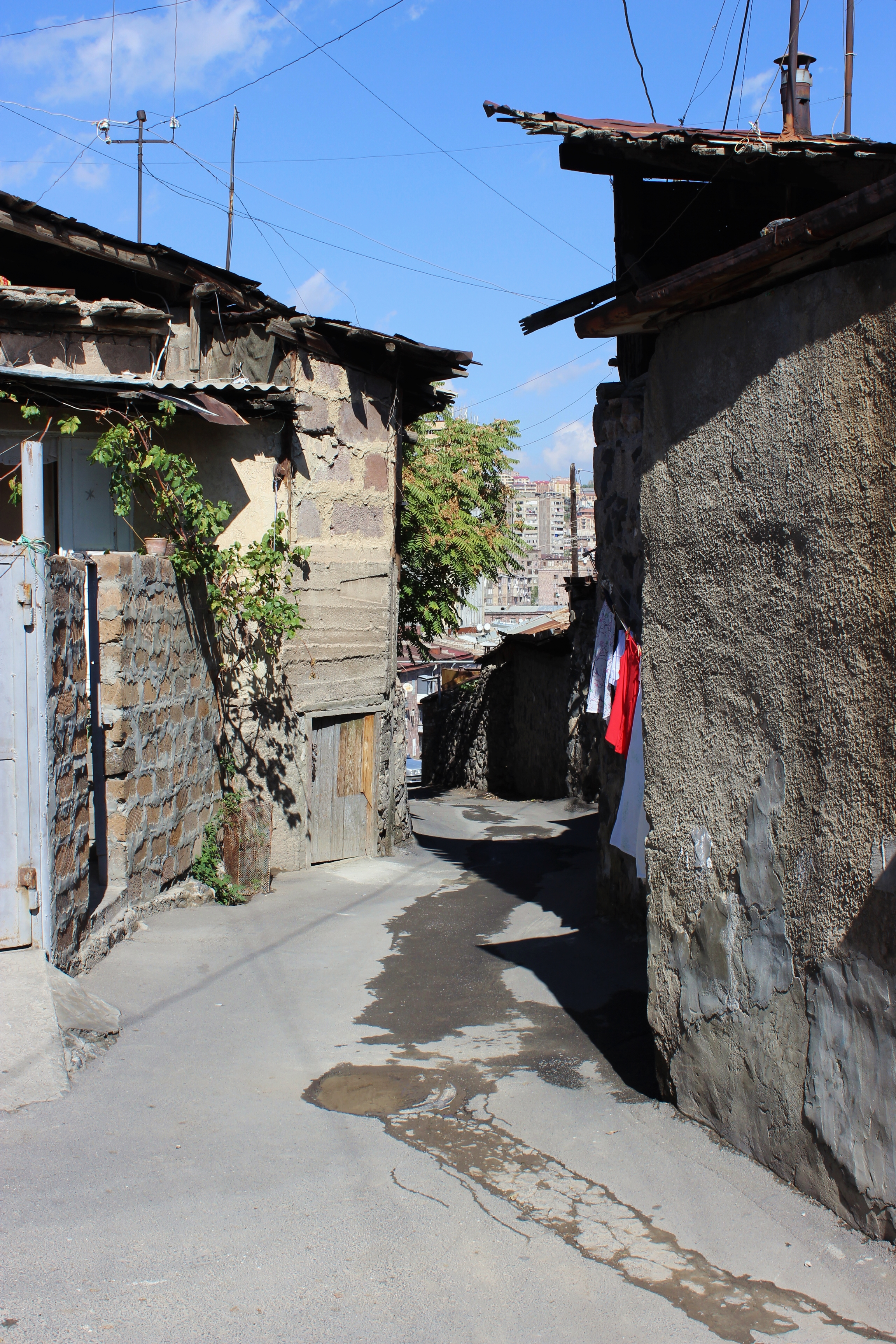
Gatuvy
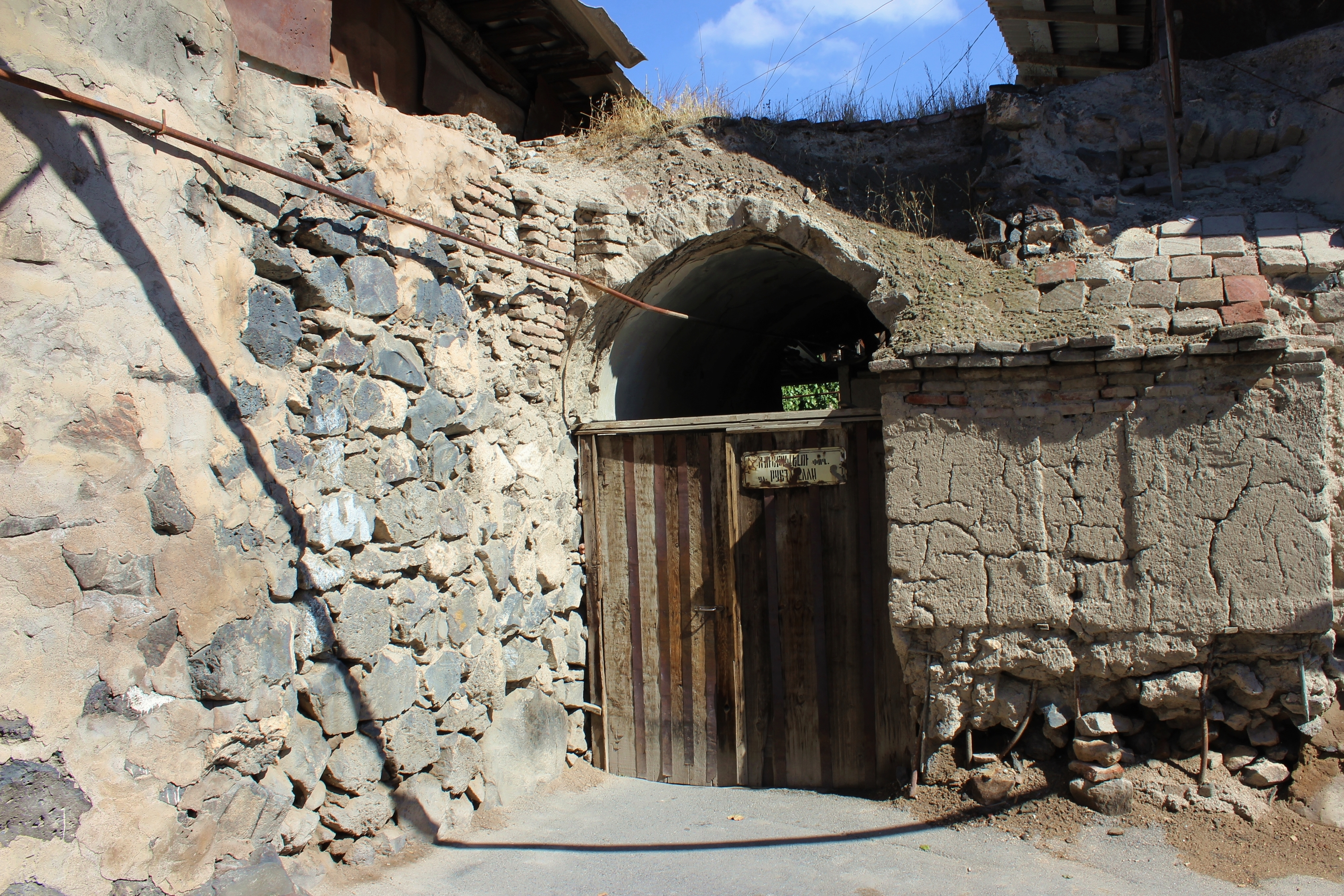
Entrén till Tepe Bashimoskén från 1687, vid Rustaveligatan
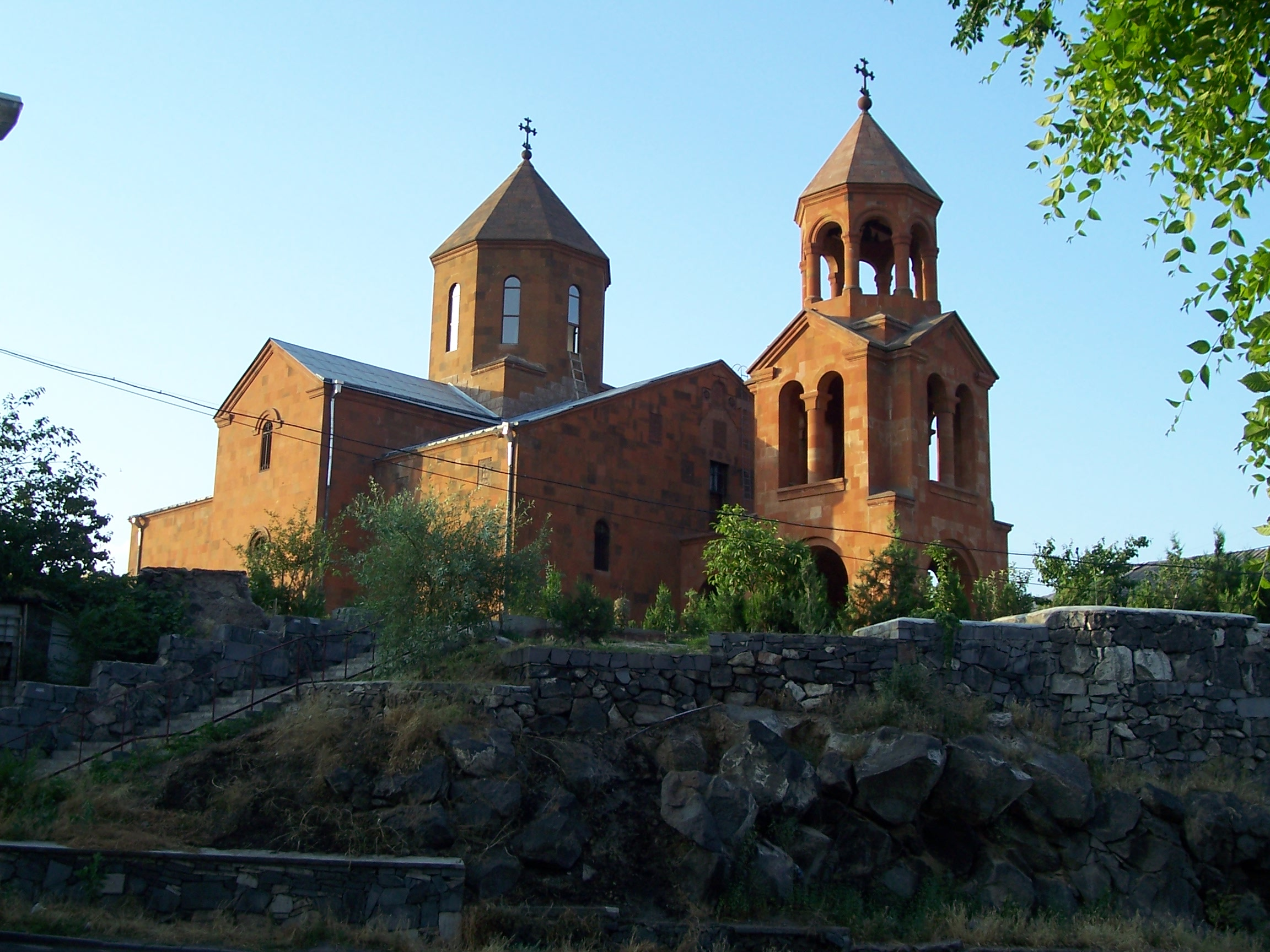
Johannes Döparens kyrka
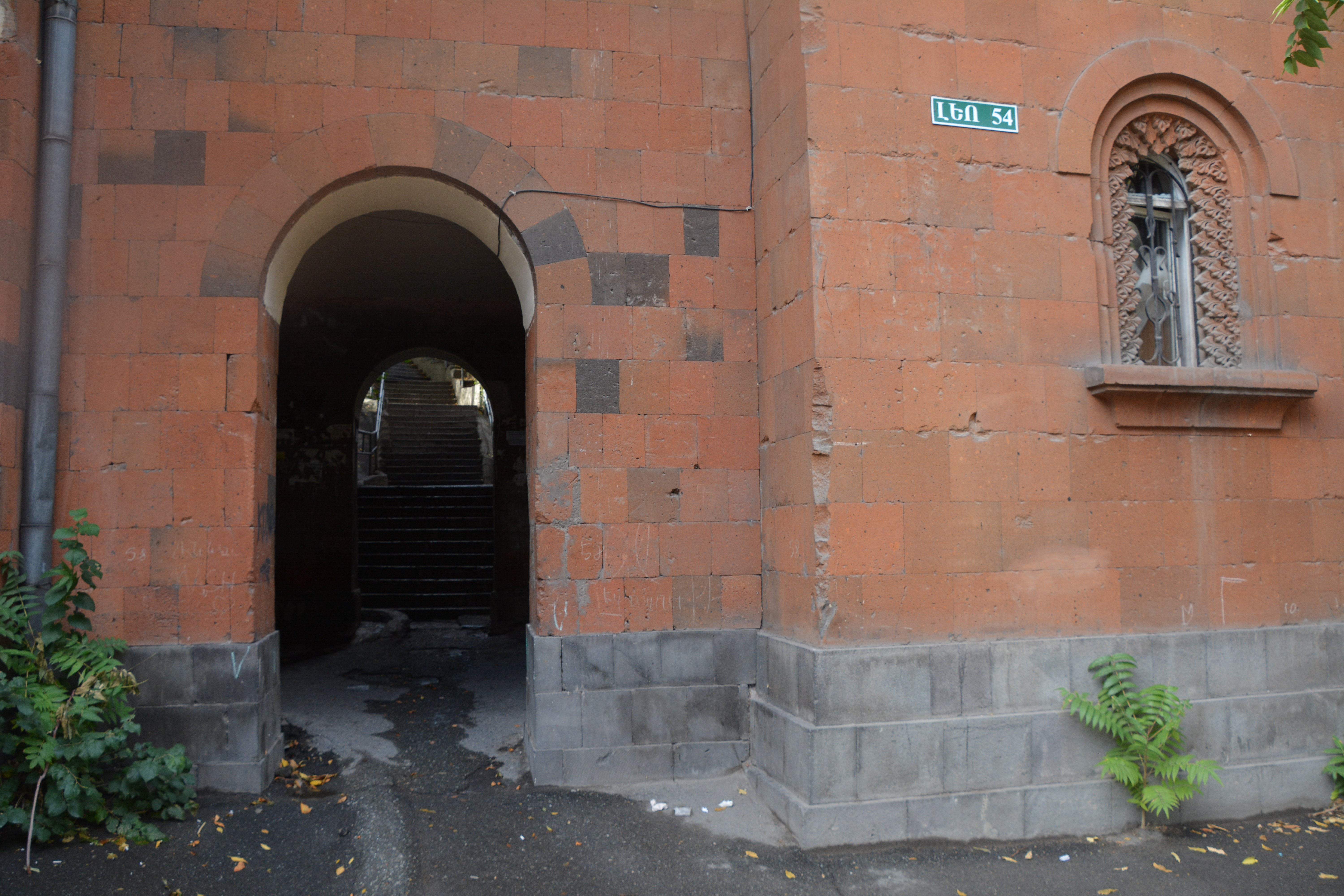
Entré till trappa till Kond från söder, Leogatan 54